# Club di ragazze
Club di ragazze è un film del 1956 diretto da Ralph Habib.

## Trama
Una grande villa abbandonata viene scelta da un gruppo di ventisei studentesse universitarie, capitanate dall'autoritaria Nicole, che manifestano per ottenere alloggi migliori a un prezzo equo. Una notte le ragazze prendono possesso della casa con poche difficoltà e senza che nessuno se ne accorga; durante il primo giorno Nicole organizza turni di pulizia per rendere il posto vivibile e, soprattutto, impone una regola fondamentale: nessun uomo deve varcare la soglia della villa. Fondano una comunità femminile denominata CDF ("Club di fanciulle"), ma ben presto la convivenza forzata fa emergere i lati caratteristici di ciascuna di loro: una ha sempre appetito e si occupa di rifornire le compagne di colazioni e pasti, un'altra ha portato il suo gatto, Felix, dal quale non si separa mai, e risulterà utile per cacciare i topi dalla villa; un'altra ancora ha velleità artistiche e si mette a dipingere una parete dell'appartamento. Vengono fuori anche questioni sentimentali: Sylvie è fidanzata con Michel, mentre Gina è sposata da due anni con Daniel; questi ultimi sono alla ricerca di un appartamento e lei pensa di ospitarlo segretamente nella soffitta; quando Nicole se ne accorge impone subito al ragazzo di lasciare l'abitazione.
Una del gruppo, che lavora in uno studio notarile, scopre attraverso una mappa catastale che l'edificio fa parte da tre anni di una contesa ereditaria, ma decide di non dire niente alle ragazze poiché crede che i litigi tra gli eredi possano durare ancora per lungo tempo; ma quando la questione si risolve, un giorno si presenta Morel, il nuovo proprietario il quale, credendo di trovarla disabitata, conosce le inquiline e informa il notaio che licenzia l'impiegata dimostratasi infedele ai suoi compiti e minaccia di far sloggiare le ragazze tramite un ufficiale giudiziario. Nel frattempo Nicole, tramite Laurent, un giovane giornalista del quale a poco a poco si invaghisce, viene a sapere che la villa è stata venduta a una ditta che fabbrica saponi, destinata alla demolizione per la costruzione di una fabbrica; dopo un tentativo fallito di attirare l'attenzione della stampa, scopre dolorosamente durante una cena a due che Laurent è già sposato. Oltre tutto Gina si accorge che Daniel lo ha tradito con Dominique, una intraprendente compagna di stanza, e avviene un furioso litigio sul tetto tra le due ragazze, osservate dal vicino di casa con un binocolo, mantenuto da una matura signora, la quale avverte la polizia decisa a far finire quella confusione.
Quando arriva il commissario con la forza pubblica, le ragazze si barricano dentro casa, ma a causa dell'incoscienza di una di loro scoppia un incendio improvviso e i tentativi di spegnerlo hanno effetti peggiori. Intervengono i pompieri che riescono a domare appena in tempo le fiamme; tutte le ragazze vengono condotte in questura tranne Sylvie, che viene trattenuta da Michel prima di essere schedata. Laurent scrive un articolo di prima pagina sul fatto, la cosa suscita un certo rumore e il quotidiano arriva anche a Mouss, il proprietario della fabbrica di saponi, danneggiato dall'evento. Michel, quando scopre che quella marca di sapone è utilizzata anche dagli stessi universitari, decide di affrontarlo entrando di soppiatto nel suo ufficio e dicendogli che gli studenti boicotteranno la stessa fornitura alle scuole, non utilizzandoli più e passando a una marca concorrente. Mouss, a quel punto, messo con le spalle al muro, decide di bloccare la demolizione già programmata e trasformare la villa in alloggio per studentesse; alla cerimonia di inaugurazione fa la promessa di costruire un altro alloggio anche per gli studenti.

## Distribuzione
Il film ottenne il visto di censura n. 24.175 del 25 maggio del 1957 per una lunghezza di 2.330 metri. In Francia venne proiettato il 7 dicembre del 1956 con il titolo originale, mentre in Germania ebbe il titolo Für Manner verboten (Vietato agli uomini)

## Home Video
Il film è stato pubblicato in DVD nel 2014 dalla Cristaldifilm.